# Ana Monte Real
Ana Monte Real (Portugal; 20 de agosto de 1977) es una actriz pornográfica retirada portuguesa.

## Biografía
Nació en Portugal, aunque se marchó muy joven a Brasil, donde pasó su infancia y el comienzo de su adolescencia en Brasil. A los 13 años regresó a Portugal, donde curso la educación superior e ingresó en la Universidad, licenciándose en Ingeniería de Alimentos. Practicó la danza clásica durante 10 años.
Debutó en la industria pornográfica en 2009, a la edad de 32 años, con el filme As Fantasias Sexuais de Ana, primera gran producción portuguesa pornográfica de corte hardcore.
Trabajó con el actor porno español Nacho Vidal en la película Made In Xspaña 5. En la actualidad reside en Barcelona.
Se retiró de la industria pornográfica en 2012, con solo 16 películas como actriz.